# 清水大辅 (作曲家)
清水大輔（日语：／ Shimizu Daisuke，1980年—）是日本作曲家，他的代表作品以管樂合奏為主。16歲自修作曲，主修鋼琴及低音號，2002年從昭和音樂短期大學畢業，師承藤原嘉文。 

## 創作風格
清水相當崇拜約翰·威廉斯，後者对他影响很大，在此因素下，清水的很多作品都让人想起電影配樂。最近，則出现了很多当代音乐风格的歌曲。

## 獲獎與榮譽
- 2021年：入圍美國管樂指揮協會（American Bandmasters Association）主辦之奧斯特瓦爾德（Ostwald）作曲獎（日语：オストウォルド賞）決選[1]
- 2023年：以作品《削空之物》（空を削るもの）入圍第4屆世界管樂協會作曲比賽第2部門（難度3至4級）決選[2][3][4]

## 作品節選

### 管樂合奏
- 坦格伍德（タングルウッド）序曲，由昭和管樂團委託創作
- 《千年一夜》組曲，昭和管樂團委作
- 智慧之海（知恵を持つ海）
- Celebrate 2001年所作